# Парфеній (Левицький)
Архієпископ Парфеній (у миру — Памфил Андрійович Левицький, або Памфіл Левицький; 28 вересня 1858, Плішивець, Гадяцький повіт, Полтавська губернія — січень 1922, Полтава) — український і російський православний релігійний діяч. Випускник Київської духовної академії, ректор Московської духовної семінарії. Відомий діяльною підтримкою української мови, вивчення історії, обрядів, пісень і української літератури. Редактор видання українського перекладу Чотириєвангелія.
Єпископ Подільський і Брацлавський РПЦ, єпископ Російської православної церкви (безпатріаршої), архієпископ Тульський і Белевський РПЦ.

## Біографія
Народився 28 вересня 1858 року в селі Плішивець, Гадяцького повіту, Полтавської губернії.
Закінчив Полтавську духовну семінарію, у 1884 році Київську духовну академію зі ступенем кандидата богослов'я.
Ще з семінарії був відомий своєю цікавістю до української мови, історії, обрядів, пісень і української літератури.
З 14 серпня 1884 — помічник доглядача Переяславського духовного училища.
У січні 1894 року пострижений у чернецтво, 26 січня рукоположений у сан ієромонаха і призначений наглядачем Звенигородського духовного училища.
У цьому ж році призначений інспектором Віфанської духовної семінарії. У 1895 році возведений у сан архімандрита і призначений ректором Віфанської духовної семінарії.

### Еміграція до Московії
З 1897 року — ректор Московської духовної семінарії.
10 жовтня 1899 р. хіротонізований в єпископа Можайського, вікарія Московської єпархії.
З 8 червня 1901 року — перший вікарій тієї ж єпархії.
16 березня 1902 р. — понадштатний член Московської Синодальної Контори і вікарій тієї ж єпархії.
З 1 грудня 1904 року — єпископ Подільський і Брацлавський.
У 1905–1912 рр. — редактор видання українського перекладу Чотириєвангелія.
З 15 лютого 1908 року — єпископ Тульський і Белевський.
6 травня 1911 р. — возведений у сан архієпископа.
З 1917 року на спокої.
У березні 1920-го року патріархом Тихоном РПЦ МП призначений керуючим Полтавською єпархією. Керував — до 1921 року.
Помер в 1922 році і був похований в Полтавському Хрестовоздвиженському монастирі.